# Chronique de Kazan
 

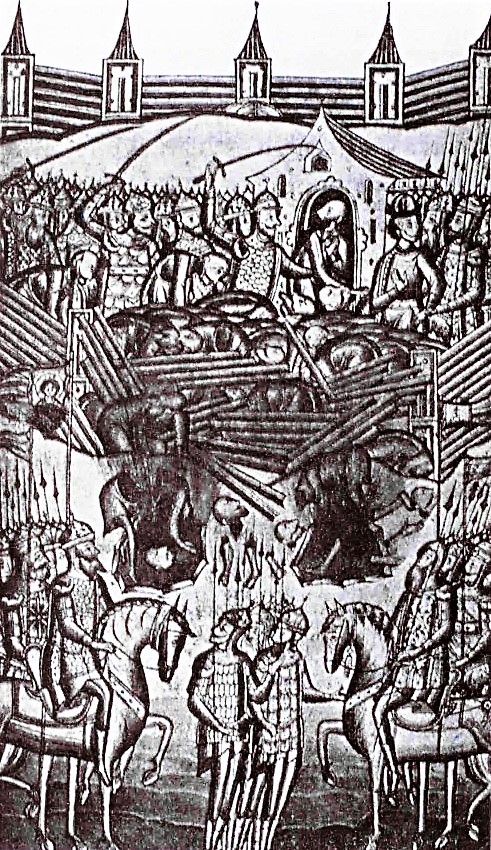
Capture de la ville de Kazan en 1552

La Chronique de Kazan (en russe : Казанская летопись) ou Histoire de la Tsarat de Kazan (russe: История Казанского Царства) est un document écrit entre 1560 et 1565 par un chroniqueur moscovite. Le chroniqueur se présente comme un russe qui a été détenu en captivité à Kazan pendant environ 20 ans jusqu'à ce qu'Ivan le Terrible prenne Kazan en 1552. Dans certaines sources, son nom est Ioann Glazaty (Jean les Gros Yeux). En captivité, le chroniqueur se convertit à l'Islam, ce qui lui donne une grande liberté pour étudier les coutumes locales. 
Le document traite des événements depuis la formation du Khanat de Kazan dans la première moitié du XVe siècle jusqu'à son annexion en 1552. Leur authenticité  en particulier avant la date à laquelle le chroniqueur est arrivé à Kazan, est douteuse. La chronique contient de nombreuses erreurs, et semble être une pure fiction, mélangée avec de véritables données historiques. Elle a pour la première fois été publiée à Saint-Pétersbourg en 1790.

## Sources
- О. В. Творогов. Литература Древней Руси. Moscow, 1981 (online)